# Zasada Lagrange’a
Zasada Lagrange’a, także zasada prac wirtualnych lub zasada prac przygotowanych – podstawowe twierdzenie statyki dotyczące równowagi układu punktów materialnych. Mówi ona, że w położeniu równowagi dla dowolnego, małego i zgodnego z więzami przesunięcia punktów układu, suma prac wykonanych w układzie przy tym przesunięciu przez siły zewnętrzne jest zerowa.
W postaci matematycznej zasada wyrażona jest następująco: dany jest układ {\displaystyle N} punktów materialnych. Położenie układu w przestrzeni konfiguracyjnej opisywane jest przez wektor {\displaystyle {\vec {x}}} o współrzędnych {\displaystyle x_{j}\ (j=1,2,\dots ,3N).}
Składowe wypadkowej siły zewnętrznej działającej na układ oznaczmy przez {\displaystyle X_{j}\ (j=1,2,\dots ,3N).}
Dodatkowo ruch układu jest ograniczony przez więzy geometryczne opisywane przez {\displaystyle n} równań
{\displaystyle f_{k}(x,t)=0,\qquad (k=1,2,\dots ,n).}
W takiej sytuacji warunkiem koniecznym i wystarczającym na to, by pewien, spełniający równania więzów, punkt przestrzeni konfiguracyjnej był punktem równowagi układu, jest by w punkcie tym zachodziło:
{\displaystyle \delta W\equiv \sum _{j=1}^{3N}X_{j}\,\delta x_{j}=0}
dla dowolnych liczb {\displaystyle \delta x_{j}} spełniających warunki:
{\displaystyle \sum _{j=1}^{3N}{\frac {\partial f_{k}}{\partial x_{j}}}\delta x_{j}=0,\qquad (k=1,2,\dots ,n).}
Wielkość {\displaystyle \delta W} nosi nazwę pracy wirtualnej lub pracy przygotowanej a {\displaystyle \delta x_{j}} jest {\displaystyle j}-tą składową w przestrzeni konfiguracyjnej przesunięcia wirtualnego.
Zasada Lagrange’a jest konsekwencją zasady d’Alemberta.